# Gnophos onustaria
Gnophos onustaria är en fjärilsart som beskrevs av Herrich-Schäffer 1892. Gnophos onustaria ingår i släktet Gnophos och familjen mätare. Inga underarter finns listade i Catalogue of Life.